# 프랑스알베르 르네
프랑스 알베르 르네(프랑스어: France-Albert René, 1935년 11월 16일 ~ 2019년 2월 27일)는 세이셸의 제2대 대통령으로, 1977년부터 2004년까지 집권하였다.
1977년 쿠데타로 집권하였으며 세이셸을 공산주의 국가로 만들었다. 